# Analog Bubblebath Vol 2
Albums de AFX
Analogue Bubblebath [EP]
(1991) Analogue Bubblebath 3 [LP]
(1993)
Analog Bubblebath 2 (ou Analogue Bubblebath Volume 2) est le deuxième EP du compositeur britannique de musique électronique Richard David James sous le pseudonyme d'AFX (mieux connu sous le nom d'Aphex Twin), sorti en décembre 1991 sous le label Rabbit City Records en vinyle 12".
Cet album contient trois morceaux, du même style que Analogue Bubblebath sorti septembre 1991, que l'on peut qualifier d'acid house. Le morceau Digeridoo (The Aboriginal Mix) est semblable à celui du single Digeridoo et ceux issus de la compilation Classics.

## Liste des titres
Toutes les chansons sont écrites et composées par AFX.
|       | Face A                         |      |
| A1.   | Digeridoo (The Aboriginal Mix) | 7:10 |
|       | Face B                         |      |
| B1.   | [untitled]                     | 3:44 |
| B2.   | [untitled] (Alien Fanny Farts) | 3:59 |
| 14:53 |                                |      |